# Josep Tomàs Monserrat
Josep Tomàs Monserrat   (Llucmajor, 1934 - Palma, 8 de desembre de 2023) fou un metge mallorquí especialista en psiquiatria i medicina del treball.
Estudià medicina a la Universitat de Barcelona, on es llicencià el 1959. En aquest mateix any, ingressà al Cos de Sanitat de l'Armada i fou destinat el 1961 a l'Hospital de Marina de Cartagena. El 1966, es doctorà a la Universitat de València amb la tesi La obra médico-quirúrgica de Juan Creus i Manso. En l'Armada assolí el grau Coronel metge.
Entre les seves contribucions a la medicina destaca la introducció el 1965 de la medicina hiperbàrica a Mallorca i les seves investigacions sobre la història de la medicina a Mallorca. El 1980 fou nomenat acadèmic numerari de la Reial Acadèmia de Medicina i Cirurgia de Palma (des de 1999 Reial Acadèmia de Medicina de les Illes Balears) i el 1994 va rebre el títol de Honorary Director de la Interamerican Medical and Health Association.
Morí a Palma el 8 de desembre del 2023 al dematí, a 89 anys.

## Obres
- Ritmos biológicos, conjuntament amb Bartomeu Mestre Mestre. (1976)
- Medicina y Médicos. Mallorca, siglo XIX (1976).
- El colegio de Médicos de Baleares 1882-1982 (1985).
- Médicos y sociedad. Mallorca 1936-1944 (1991).
- El grip de l'any 18 a Llucmajor: notes sobre l'epidèmia. Moderna (1982).
- Del miedo a la sumisión. Medicina y Santo Oficio en Mallorca (ss. XVI-XVIII). Lleonard Muntaner (2009).

## Distincions
- Creu del Mèrit Naval de 1a Classe i Creu de San Hermenegildo.
- Medalles de plata de la Creu Roja i de la Societat Espanyola de Salvament de Nàufrags.
- Estàtua de Jaume III concedida per l'Ajuntament de Llucmajor el març de 2019.